# Храм Зевса Олимпийского
Олимпейо́н, храм Зевса Олимпийского (греч. Ναός του Ολυμπίου Διός) — самый большой храм Древней Греции, строившийся с VI века до н. э. до II века н. э. Располагается в Афинах в 500 метрах к юго-востоку от Акрополя и около 700 метров южнее площади Синтагма.
Согласно легенде, храм был построен на месте святилища мифического Девкалиона - праотца греческого народа.
Возведение храма было начато в период тирании Писистрата, в 515 г. до н. э. Афинская демократия интересовалась храмом мало: Фемистокл использовал его части для постройки оборонительной стены, связавшей Афины с Пиреем (её раскопанный участок виден рядом с храмом).
В 175—164 гг. до н. э. строительство храма Зевса (уже в коринфском ордере) продолжил царь эллинистической Сирии Антиох IV Эпифан. В 84 году до н. э. римский диктатор Сулла снял с колонн несколько резных капителей и употребил их для строительства храма его римского аналога, Юпитера Капитолийского. Несмотря на это, Тит Ливий почти столетие спустя назвал афинский храм Зевса «единственным на свете, достойным этого божества».
Строительство храма было завершено только через 650 лет после его начала, при древнеримском императоре Адриане, поклоннике греческой культуры. Освящение нового храма, который Адриан посвятил Зевсу Олимпийскому, было приурочено ко второму визиту императора в Афины и стало центральным пунктом программы Всегреческих празднеств 132 г. н.э.
Храм был сильно повреждён во время нашествия герулов в 267 г. н. э., но так и не был восстановлен. После того, как император Феодосий запретил почитание языческих богов, элементы храма были использованы при строительстве церквей и домов.
В настоящее время от храма уцелел один угол, состоящий из 14 колонн, увенчанных коринфскими капителями, две отдельно стоящие колонны и одна поваленная.

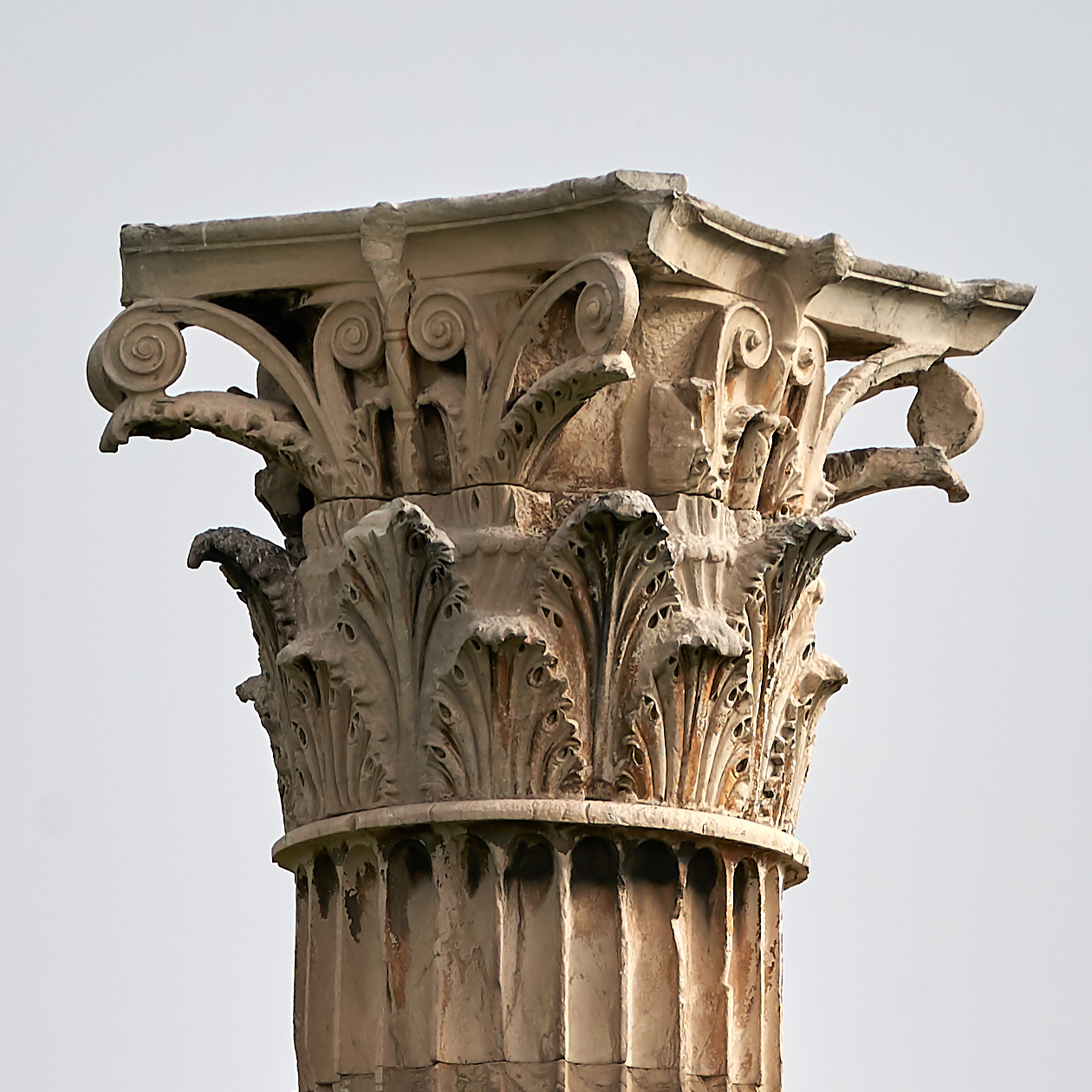
Деталь коринфской капители.
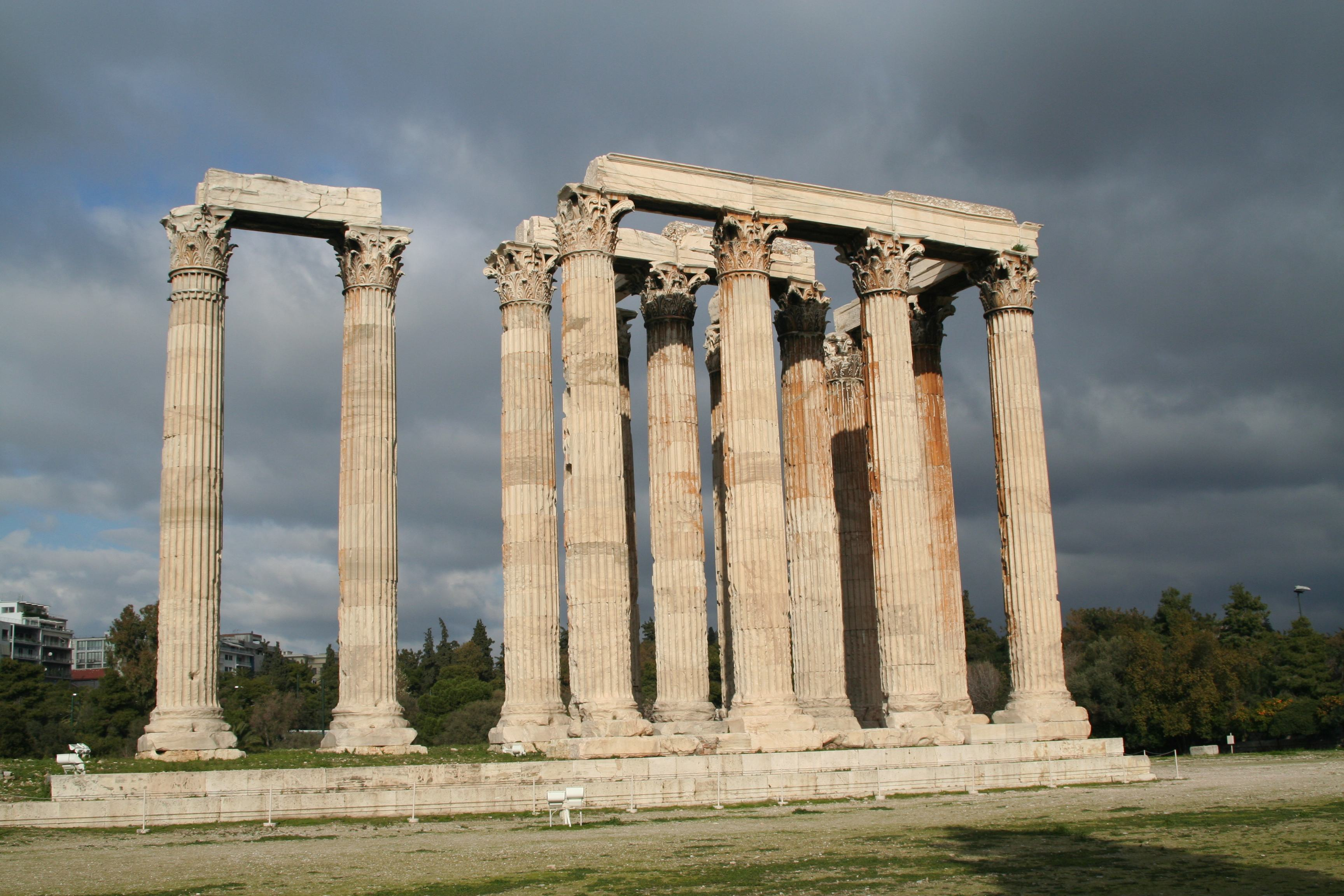
Вид на Олимпейон.
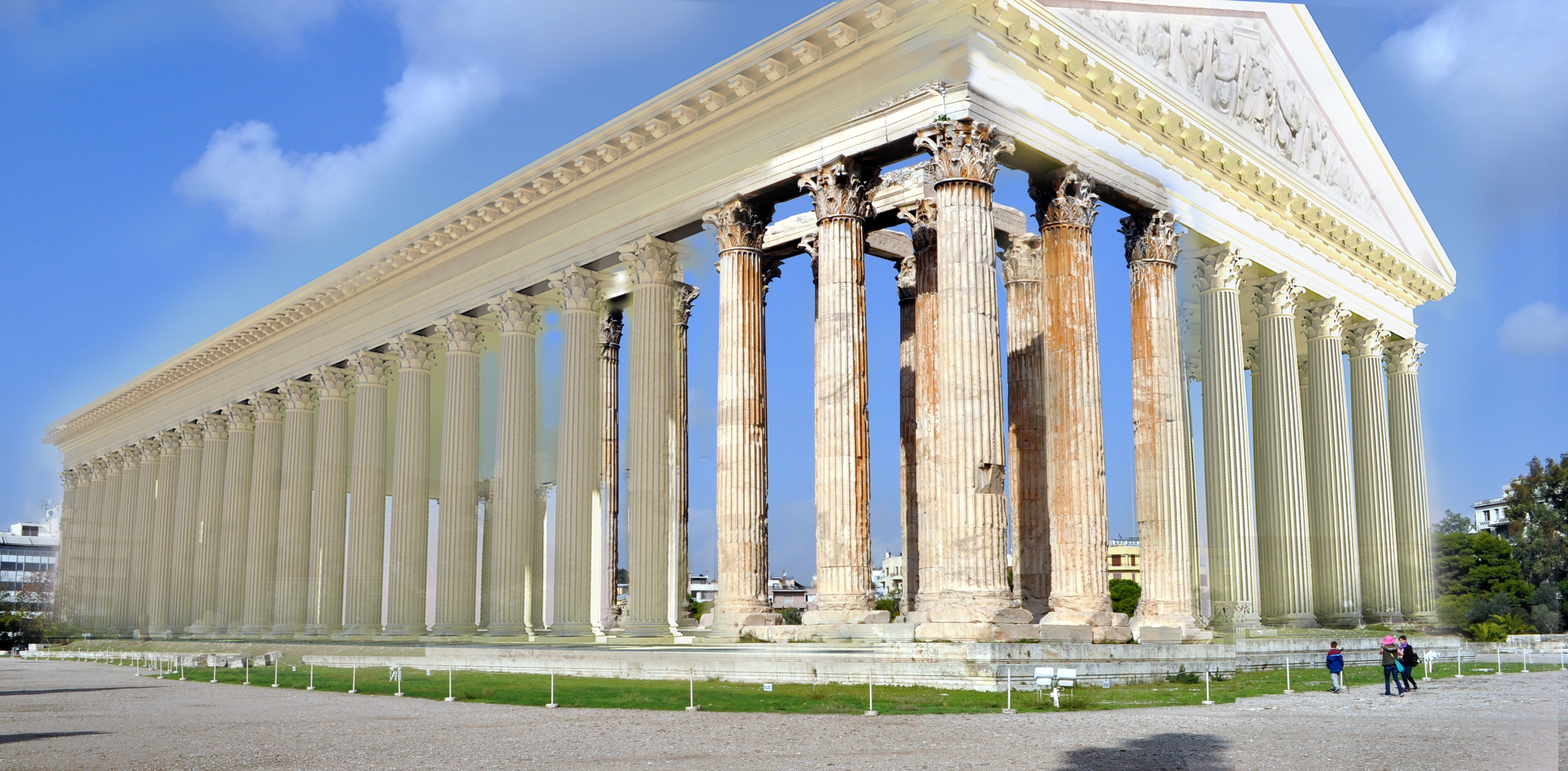
Вероятный вид Олимпейона в его состоянии 129 г. н.э., объединяющий оставшиеся колонны и фрагменты антаблемента.
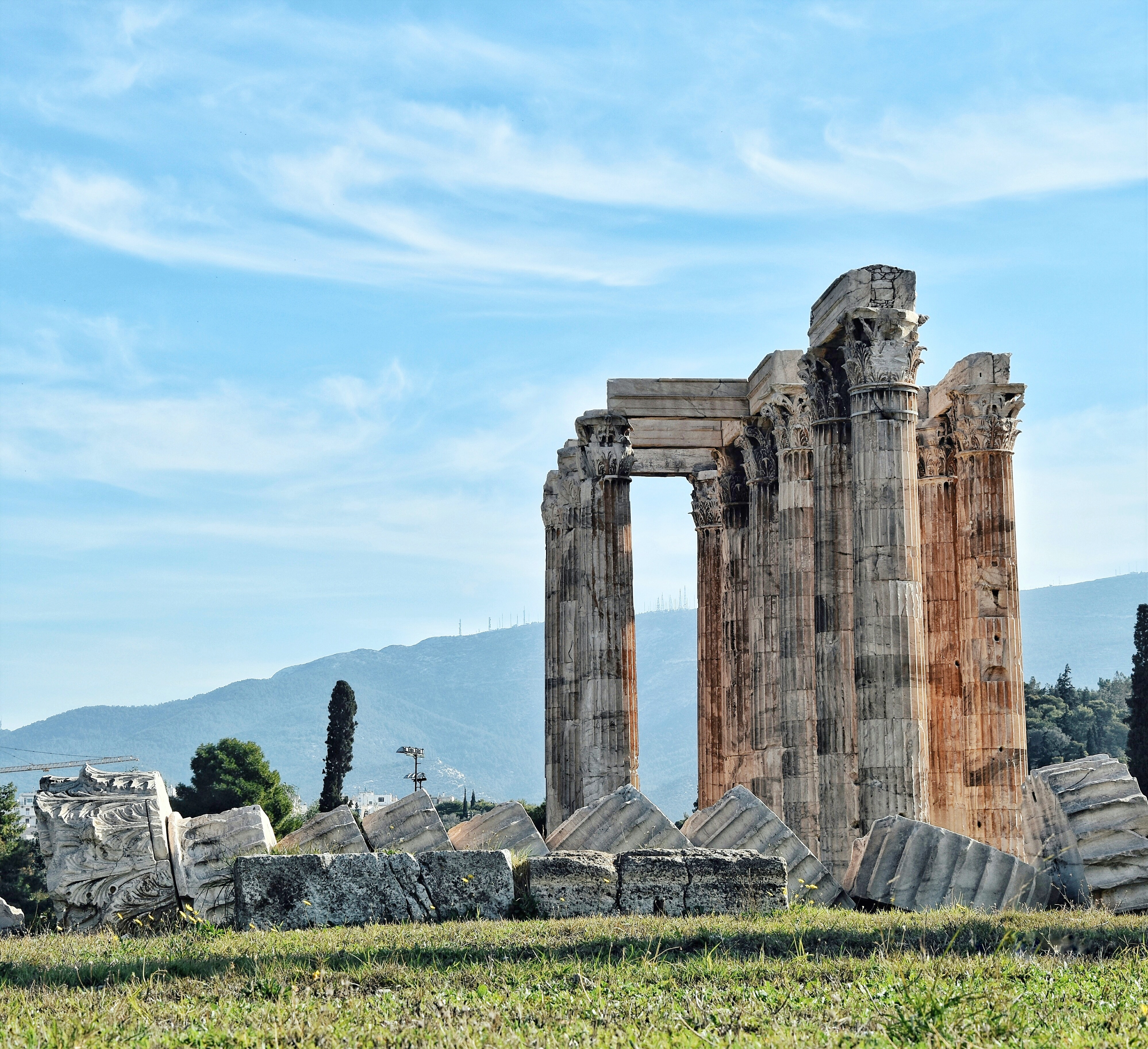
Еще один вид на Олимпейон. Октябрь 2020.